# Oscilação antártica

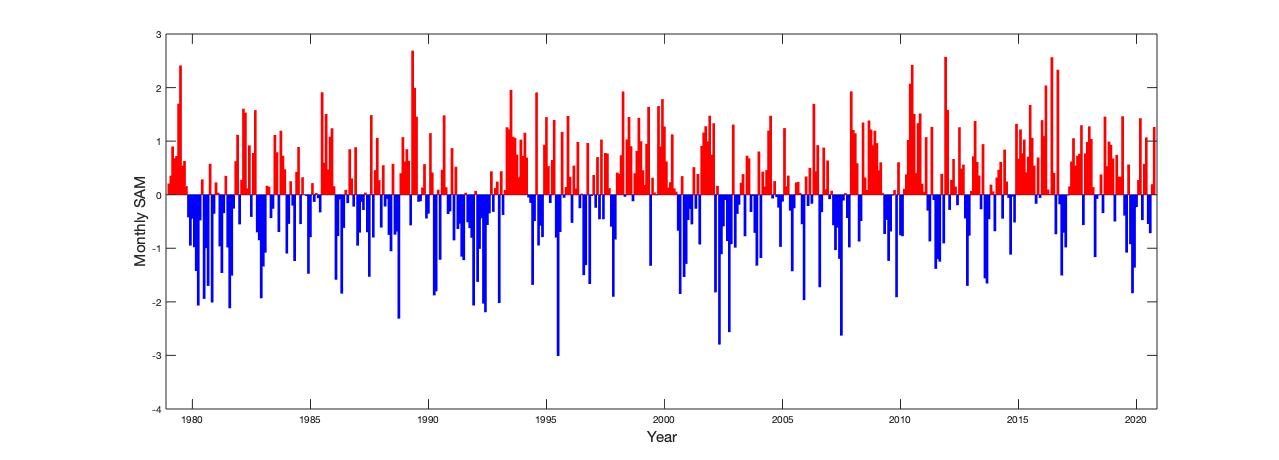
Índice de oscilação antártica de 1979 a 2020

A oscilação antártica (acrónimo AAO (em inglês), para distinguir-la da oscilação árctica ou AO) é uma variabilidade atmosférica de baixa frequência do Hemisfério Sul. Também conhecida como Modo Anular do Sul (SAM) ou Modo Anular do Hemisfério Sul (SHAM).
Ventos associados com o Modo Anular do Sul causam a ressurgência oceânica de águas profundas circumpolares quentes ao longo da plataforma continental antártica, que têm sido associadas ao derretimento basal de plataformas de gelo, representando um possível mecanismo movido pelo vento que poderia desestabilizar grandes porções do manto de gelo da Antártida.